# Liste der Präsidenten von Argentinien
Liste der Präsidenten von Argentinien seit der Unabhängigkeit des Landes.
An der Spitze der Vereinigten Provinzen des Río de la Plata stand zunächst von 1810 bis 1814 eine Junta, dann von 1814 bis 1820 ein Director Supremo. Von 1820 bis 1826 und von 1827 bis 1852 existierte in Argentinien keine Zentralregierung. Die einzelnen Provinzen waren zu dieser Zeit selbständige Staaten, wenn auch die Provinz Buenos Aires eine Vormachtstellung hatte. Durch die Verfassung von 1853, die in geänderter Form bis heute gilt, wurde Argentinien eine föderale Republik mit Präsidialsystem. Bei den in der Tabelle mit de facto gekennzeichneten Präsidenten handelt es sich um Chefs von Militärregierungen, die nicht auf verfassungsmäßigem Wege ins Amt gekommen sind.
Wenn der Präsident sein Amt nicht (mehr) ausüben kann, wird der Vizepräsident zum Präsidenten ernannt. Sollte auch dieser das Amt nicht ausüben können, so übernimmt der Provisorische Präsident des Senats das Präsidentenamt. Steht auch dieser nicht zur Verfügung, so folgt der Präsident der Abgeordnetenkammer nach.
| Zeitraum                      | Amtszeit  | Präsident der Ersten Junta                                                                              | Präsident der Ersten Junta | Präsident der Ersten Junta |
|                               |           | Präsidenten der (Zweiten) Großen Junta Zeitlinie                                                        | Präsidenten der (Zweiten) Großen Junta Zeitlinie                                                                                            |                            |
| ----------------------------- | --------- | --- | --- | -------------------------- |
| 1810–1814                     | 1810–1811 | | Cornelio Judas Tadeo de Saavedra Rodríguez                                                                                                  |                            |
| 1810–1814                     | 1811      | | Domingo Matheu Chicola |                            |
| 1810–1814                     | 1811–1812 | | Feliciano Antonio Chiclana y Ximénez de Paz, Manuel de Sarratea Altoguirre, Juan José Esteban Paso Fernández (Erstes Triumvirat I)          |                            |
| 1810–1814                     | 1812      | | Feliciano Antonio Chiclana y Ximénez de Paz, Manuel de Sarratea Altoguirre, Juan Martín de Pueyrredón y O’Dogan (Erstes Triumvirat II)      |                            |
| 1810–1814                     | 1812–1813 | | Juan José Esteban Paso Fernández, Nicolás Santiago Rodríguez de la Peña y Funes, Antonio Álvarez Jonte (Zweites Triumvirat I)               |                            |
| 1810–1814                     | 1813–1814 | | Juan José Esteban Paso Fernández, Nicolás Santiago Rodríguez de la Peña y Funes, Gervasio Antonio de Posadas Dávila (Zweites Triumvirat II) |                            |
|                               |           | Directores Supremos Zeitlinie                                                                           | |                            |
| 1814–1820                     | 1814–1815 | | Gervasio Antonio de Posadas Dávila |                            |
| 1814–1820                     | 1815      | | Carlos María de Alvear y Balbastro |                            |
| 1814–1820                     | 1815      | | Juan José Viamonte González |                            |
| 1814–1820                     | 1815–1816 | | José Ignacio Álvarez Thomas |                            |
| 1814–1820                     | 1816      | | Antonio González Balcarce |                            |
| 1814–1820                     | 1816–1819 | | Juan Martín de Pueyrredón y O’Dogan |                            |
| 1814–1820                     | 1819–1820 | | José Casimiro Rondeau Pereyra |                            |
| 1814–1820                     | 1820      | | Juan Pedro Julián de Aguirre y López de Anaya (interimistisch)                                                                              |                            |
| 1820–1826                     | 1820–1826 | keine Zentralregierung (de facto durch Gouverneur von Buenos Aires)                                     | keine Zentralregierung (de facto durch Gouverneur von Buenos Aires)                                                                         |                            |
|                               |           | Präsidenten Zeitlinie                                                                                   | |                            |
| 1826–1827                     | 1826–1827 | | Bernardino de la Trinidad González Rivadavia y Rivadavia                                                                                    |                            |
| 1826–1827                     | 1827      | | Alejandro Vicente López y Planes (provisorisch)                                                                                             |                            |
| 1827–1852                     | 1827–1852 | keine Zentralregierung (in Buenos Aires regierte (außer 1832–1835) Juan Manuel de Rosas als Gouverneur) | keine Zentralregierung (in Buenos Aires regierte (außer 1832–1835) Juan Manuel de Rosas als Gouverneur)                                     |                            |
|                               |           | Director Provisional                                                                                    | |                            |
| 1852–1854                     | 1852–1854 | | Justo José de Urquiza |                            |
|                               |           | Präsidenten Zeitlinie                                                                                   | |                            |
| 1854–1860                     | 1854–1860 | | Justo José de Urquiza |                            |
| 1860–1861                     | 1860–1861 | | Santiago Derqui (trat zurück) |                            |
| 1860–1861                     | 1861–1861 | | Juan Esteban Pedernera |                            |
| 1862–1868                     | 1862–1868 | | Bartolomé Mitre |                            |
| 1868–1874                     | 1868–1874 | | Domingo Faustino Sarmiento |                            |
| 1874–1880                     | 1874–1880 | | Nicolás Avellaneda |                            |
| 1880–1886                     | 1880–1886 | | Julio Argentino Roca |                            |
| 1886–1892                     | 1886–1890 | | Miguel Juárez Celman |                            |
| 1886–1892                     | 1890–1892 | | Carlos Pellegrini |                            |
| 1892–1898                     | 1892–1895 | | Luis Sáenz Peña |                            |
| 1892–1898                     | 1895–1898 | | José Evaristo Uriburu |                            |
| 1898–1904                     | 1898–1904 | | Julio Argentino Roca |                            |
| 1904–1910                     | 1904–1906 | | Manuel Quintana |                            |
| 1904–1910                     | 1906–1910 | | José Figueroa Alcorta |                            |
| 1910–1916                     | 1910–1914 | | Roque Sáenz Peña |                            |
| 1910–1916                     | 1914–1916 | | Victorino de la Plaza |                            |
| 1916–1922                     | 1916–1922 | | Hipólito Yrigoyen |                            |
| 1922–1928                     | 1922–1928 | | Marcelo Torcuato de Alvear |                            |
| 1928–1930                     | 1928–1930 | | Hipólito Yrigoyen |                            |
| Revolution von 1930 1930–1932 | 1930–1932 | | José Félix Uriburu (de facto) |                            |
| 1932–1938                     | 1932–1938 | | Agustín Pedro Justo |                            |
| 1938–1943                     | 1938–1942 | | Roberto María Ortiz |                            |
| 1938–1943                     | 1942–1943 | | Ramón Castillo |                            |
| Revolution von 1943 1943–1946 | 1943      | | Arturo Rawson (de facto) |                            |
| Revolution von 1943 1943–1946 | 1943–1944 | | Pedro Pablo Ramírez (de facto) |                            |
| Revolution von 1943 1943–1946 | 1944–1946 | | Edelmiro Julián Farrell (de facto) |                            |
| 1946–1955                     | 1946–1955 | | Juan Domingo Perón |                            |
| Revolution von 1955 1955–1958 | 1955      | | Eduardo Lonardi (de facto) |                            |
| Revolution von 1955 1955–1958 | 1955–1958 | | Pedro Eugenio Aramburu (de facto) |                            |
| 1958–1963                     | 1958–1962 | | Arturo Frondizi |                            |
| 1958–1963                     | 1962–1963 | | José María Guido (Provisorischer Präsident des Senates, interimistisch)                                                                     |                            |
| 1963–1966                     | 1963–1966 | | Arturo Umberto Illia |                            |
| Putsch von 1966 1966–1973     | 1966–1970 | | Juan Carlos Onganía (de facto) |                            |
| Putsch von 1966 1966–1973     | 1970–1971 | | Roberto Marcelo Levingston (de facto) |                            |
| Putsch von 1966 1966–1973     | 1971–1973 | | Alejandro Agustín Lanusse (de facto) |                            |
| 1973–1976                     | 1973      | | Héctor José Cámpora (trat zurück) |                            |
| 1973–1976                     | 1973      | | Raúl Alberto Lastiri (interimistisch) |                            |
| 1973–1976                     | 1973–1974 | | Juan Domingo Perón (starb während seiner Präsidentschaft)                                                                                   |                            |
| 1973–1976                     | 1974–1976 | | Isabel Martínez de Perón |                            |
| Putsch von 1976 1976–1983     | 1976–1981 | | Jorge Rafael Videla (de facto) |                            |
| Putsch von 1976 1976–1983     | 1981      | | Roberto Eduardo Viola (de facto) |                            |
| Putsch von 1976 1976–1983     | 1981      | | Carlos Alberto Lacoste (de facto) |                            |
| Putsch von 1976 1976–1983     | 1981–1982 | | Leopoldo Galtieri (de facto) |                            |
| Putsch von 1976 1976–1983     | 1982      | | Alfredo Saint Jean (de facto) |                            |
| Putsch von 1976 1976–1983     | 1982–1983 | | Reynaldo Bignone (de facto) |                            |
| 1983–1989                     | 1983–1989 | | Raúl Alfonsín |                            |
| 1989–1999                     | 1989–1999 | | Carlos Menem |                            |
| 1999–2001                     | 1999–2001 | | Fernando de la Rúa |                            |
| 2001–2003                     | 2001      | | Ramón Puerta (interimistisch) |                            |
| 2001–2003                     | 2001      | | Adolfo Rodríguez Saá (interimistisch) |                            |
| 2001–2003                     | 2001–2002 | | Eduardo Camaño (interimistisch) |                            |
| 2001–2003                     | 2002–2003 | | Eduardo Duhalde |                            |
| 2003–2015                     | 2003–2007 | | Néstor Kirchner |                            |
| 2003–2015                     | 2007–2011 | | Cristina Fernández de Kirchner |                            |
| 2003–2015                     | 2011–2015 | | Cristina Fernández de Kirchner |                            |
| 2015–2019                     | 2015–2019 | | Mauricio Macri |                            |
| 2019–2023                     | 2019–2023 | | Alberto Fernández |                            |
| 2023–                         | 2023–     | | Javier Milei |                            |